# Mirosław Boryca
Mirosław Boryca (Zgorzelec, 2 gennaio 1959) è un ex cestista polacco.

## Carriera
Con la Polonia ha disputato due edizioni dei Campionati europei (1981, 1987).